# Die Andere Bibliothek
Die Andere Bibliothek ist eine bibliophile Buchreihe, die von 1985 bis 2004 von Hans Magnus Enzensberger herausgegeben und von Franz Greno gestaltet wurde. Von Oktober 2007 bis Ende 2010 waren Michael Naumann und Klaus Harpprecht als Herausgeber tätig. Ab 2011 ging die Programmleitung auf Christian Döring über, der die Reihe bereits seit Herbst 2009 als Lektor begleitet hatte. Im Juli 2023 übernahmen Julia Franck und Rainer Wieland die Herausgeberschaft.  Im Sommer 2024 übergab Julia Franck die Herausgeberschaft an Nele Holdack.

## Editionsgeschichte

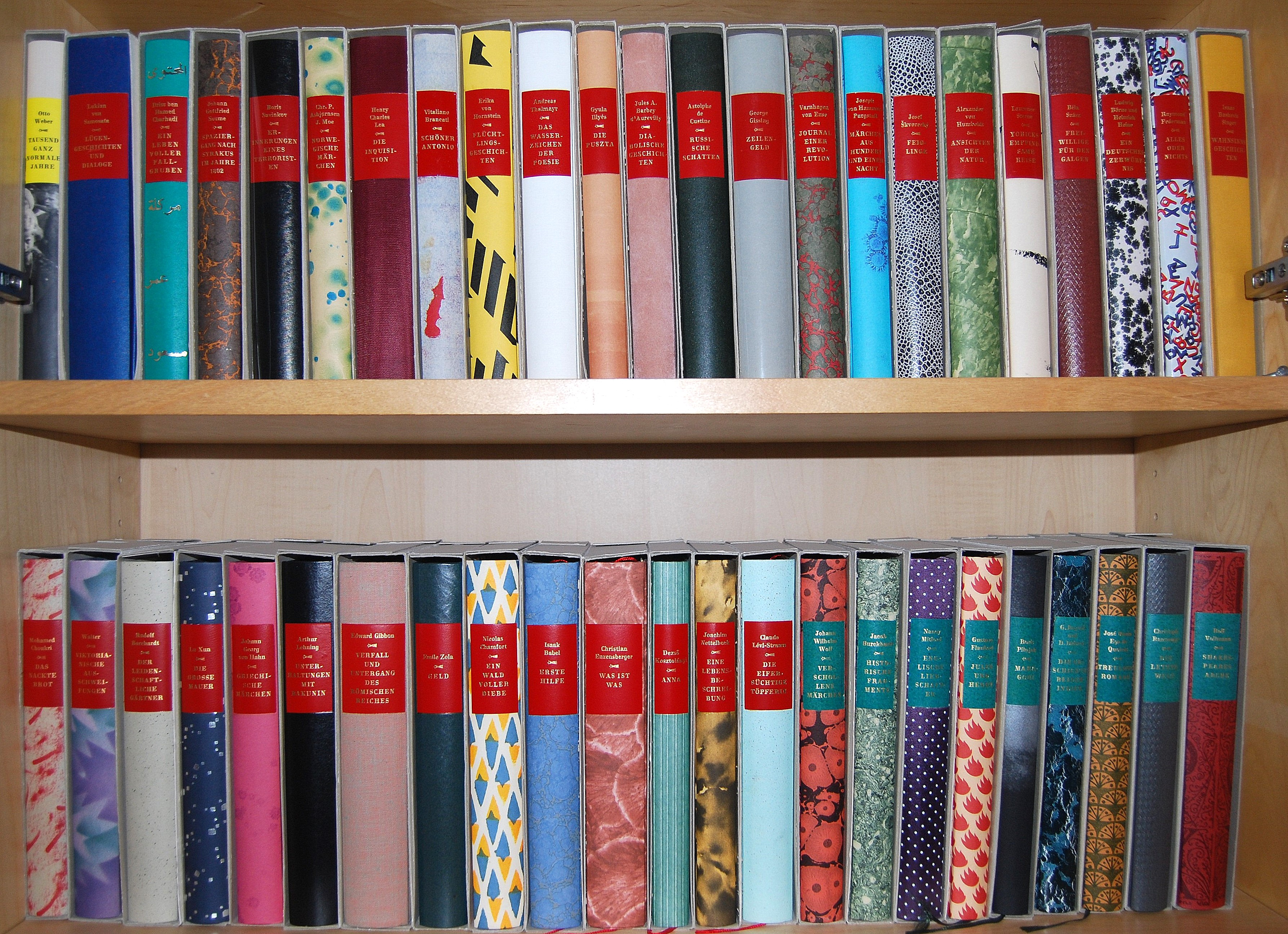
Einige Bände der Anderen Bibliothek

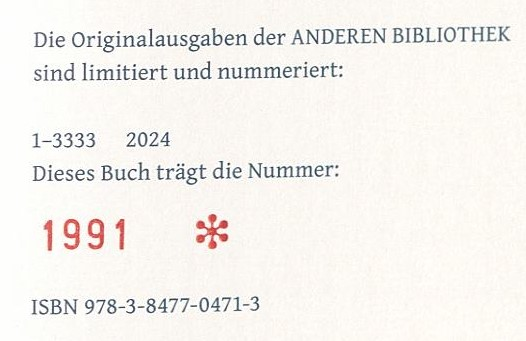
Buchnummer

Das von Enzensberger zusammen mit Verleger und Buchkünstler Greno erdachte Konzept sah vor, allmonatlich ein inhaltlich wie formal hervorragendes Buch zu veröffentlichen, das von Enzensberger ausgewählt und von Greno mit höchster Qualität gestaltet und in dessen Druckerei und Verlag in Nördlingen hergestellt und vertrieben wurde. Die Bände der Anderen Bibliothek wurden bis Dezember 1996 nach alten Regeln der Buchdruckerkunst in Bleisatz gesetzt und mit Leder-Rückenschildern und Lesebändchen ausgestattet. Ab Oktober 1989 übernahm Vito von Eichborn die Andere Bibliothek von Greno in den Eichborn Verlag, Franz Greno blieb jedoch bis 2007 weiter als Buchkünstler für die Gestaltung der Bände verantwortlich. 1997 (ab Band 145) wurde das Druckverfahren von Greno auf Offsetdruck umgestellt, da mittlerweile der Computersatz den „Standard des besten Bleisatzes übertraf“. Im November 2011 wurde bekanntgegeben, dass Die Andere Bibliothek nach der Insolvenz des Eichborn Verlags ab Januar 2012 als eigenständiger Verlag – „AB – Die Andere Bibliothek GmbH & Co. KG“ – innerhalb der Aufbau-Gruppe weitergeführt werden soll.
Für Bibliophile gab es in den Jahren 1985 bis 2007 von jeder Ausgabe eine auf 999 Exemplare limitierte und nummerierte Vorzugsausgabe. Die ersten 36 Bände verfügen über einen Einband aus Handbütten à Fleur mit echten eingeschöpften Blüten und Blättern aus der Auvergne, geschützt von einem Lederschuber aus indischem Ziegenleder. Ab Band 37 erschien die Vorzugsausgabe im Einband aus Ziegenleder. Alle Bände, die ein rotes, grünes, violettes oder schwarzes Titelschild mit Goldprägung haben, sind Originalausgaben. Nach jeweils 36 Bänden (drei Jahren) wurde eine andere Farbe für das Titelschild verwendet: von 1985 bis 1987 rot, ab 1988 grün, ab 1991 violett, ab 1994 schwarz und seit 1997 bis heute rot.
Seit dem Start der Reihe im Januar 1985 mit Lügengeschichten und Dialoge des Lukian von Samosata erschien in der Anderen Bibliothek ein buntes Spektrum von wiederentdeckten Klassikern, zu Unrecht in Vergessenheit geratenen literarischen Kostbarkeiten bis hin zu Originalausgaben und deutschen Erstausgaben von im deutschsprachigen Raum unbekannten Schriftstellern anderer Kulturen. Neben spektakulären Erfolgen wie Christoph Ransmayrs Die letzte Welt mit einer Gesamtauflage von mehr als 150.000 Exemplaren, Irene Disches Erzählungen Fromme Lügen, Rolf Vollmanns „Roman(ver)führer“ Die Wunderbaren Falschmünzer und Raoul Schrotts Erfindung der Poesie bewegte sich die Andere Bibliothek mit vielen Titeln abseits des Mainstreams. Michel de Montaignes Essais erschienen 1998 als Sonderband im abweichenden Quartformat. Übersetzer ist Hans Stilett.
Im Laufe der Zeit erschienen von einigen Autoren mehrere Bände:
| - Anita Albus (Bd. 145, 215) - Philipp Blom (Bd. 229, 243) - Georg Brunold (Bd. 107, 119, 172, 257) - Hans Christoph Buch (Bd. 204, 235) - Robert Byron (Bd. 237, 373, 422) - Gilbert K. Chesterton (Bd. 165, 187, 332, 374) - Denis Diderot (Bd. 42, 60, 170 und Foliobd. Die Welt der Encyclopédie) - Christian Enzensberger (Bd. 33, 342) - Hans Magnus Enzensberger (Bd. 9, 65, 122, 196) - Ulrich Enzensberger (Bd. 139, 173, 197) - Peter Fleming (Bd. 134, 155) - Gustave Flaubert (Bd. 40, 222) - Edward Gibbon (Bd. 29, 220) - Gabriele Goettle (Bd. 78, 111, 152, 191, 236) - Edmond und Jules de Goncourt (Bd. 52, 394) - Hans Jakob Christoffel von Grimmelshausen (Bd. 296, 310, 328) - Alexander von Humboldt (Foliobände und Extradruck von Bd. 17) - Wilfried Ihrig und Ulrich Janetzki (Bd. 387, 403) - Ilja Ilf und Jewgeni Petrow (Bd. 320/321, 340, 371) | - Maurice Joly (Bd. 73, 194) - Ryszard Kapuscinski (Bd. 71, 104, 123, 177, 252) - Einar Kárason (Bd. 102, 127) - Selma Lagerlöf (Bd. 359, 369) - Klaus-Jürgen Liedtke (Bd. 286, 399) - Oliver Lubrich (Bd. 240, 266) - Judith Macheiner (Bd. 74, 125, 203) - Martin, Marko (Bd. 345, 384, 415) - Nancy Mitford (Bd. 39, 69) - Michel de Montaigne (Bd. 349 und Foliobd. Essais) - Michail Ossorgin (Bd. 367, 382) - W.G. Sebald (Bd. 63, 93, 130) - Marc Schweska (316, 354) - Andreas Urs Sommer (Bd. 214, 326, 355) - Albert Christian Sellner (103, 260) - Ilja Trojanow (Bd. 269, 370, 482) - Enrique Vila-Matas (Bd. 341, 388) - Rolf Vollmann (Bd. 45, 146, 147, 423) |

Gesamtausgabe der Essais (1998)

Vom 222. Band, Gustave Flauberts Bouvard und Pécuchet, kamen nur rund 2.000 Exemplare der ersten Auflage in der Originalfassung in den Handel. Bei den restlichen Exemplaren wurden aufgrund eines Urteils des Landgerichts Frankfurt am Main vom 9. Juli 2003, das der Übersetzer Hans-Horst Henschen gegen den Verlag erwirkt hatte, die Abbildungen im Kommentarteil auf den Seiten 419, 425, 426, 445, 448, 451 überklebt. Dieser Band dürfte in Originalfassung die seltenste Ausgabe der Anderen Bibliothek sein.
Am 27. November 1999 gründete sich auf Initiative des Eichborn Verlags die „Lesegesellschaft Andere Bibliothek e. V.“ auf Schloss Vollrads im Rheingau. Diese literarische Gesellschaft soll für Freunde bibliophiler Werke die Möglichkeit zum literarischen Austausch bieten. Halbjährlich werden anspruchsvolle Reisen veranstaltet, bei denen auch Lesungen von Autoren aus der Anderen Bibliothek stattfinden.
Die Herausgabe einer Alexander-von-Humboldt-Edition im September 2004 mit einer Veranstaltungsreihe in Berlin wurde ein medial vielbeachteter Höhepunkt der 20-jährigen Editionsgeschichte mit Enzensberger und Greno. Kurz vor Weihnachten 2004 teilte Enzensberger per E-Mail an Autoren, Mitarbeiter und den Verlag seinen Abschied vom Projekt mit. Zwar strebte er eine Weiterführung der Anderen Bibliothek unter Beteiligung des Verlages der Frankfurter Allgemeinen Zeitung an, doch nach einem anderthalb Jahre währenden Rechtsstreit verblieben die Rechte beim Eichborn Verlag. In einer Übergangsphase von Band 254 bis 273 gaben nun die Autoren unter der Redaktion von Wolfgang Hörner die Bände selbst heraus. Mit dem Sonderband von Georg Forsters „Reise um die Welt“, der im Oktober 2007 erschien, übernahmen die Publizisten Michael Naumann und Klaus Harpprecht die Herausgeberschaft; nach über 20 Jahren buchkünstlerischer Gestaltung durch Franz Greno stammten Typographie und Ausstattung der Bände nun von Christian Ide, Professor für Verlagsherstellung an der HTWK Leipzig, und der freien Buchgestalterin Lisa Neuhalfen. Ab Oktober 2008 wurden die Ausstattung und grafische Gestaltung der Reihe von Cosima Schneider und Susanne Reeh aus der Herstellungs- und Grafikabteilung des Eichborn Verlags betreut.
Ende 2010 zog die Andere Bibliothek von Frankfurt nach Berlin, in das Aufbau Haus am Moritzplatz. Seit Juli 2012 wird jeder Band von einem anderen Buchkünstler gestaltet, so zum Beispiel von Friedrich Forssman, Sabine Golde, Manja Hellpap, Victor Malsy, Jens Müller oder Wim Westerveld. Katja Jaeger ist seit 2017 für die herstellerische Leitung zuständig.
Der Dezemberband 2012 von Vladimir Jabotinsky „Die Fünf“ gehört zu den bestverkauften Titeln der vergangenen Jahre. Unter den Foliobänden der Anderen Bibliothek gehört Adelbert von Chamissos „Reise um die Welt“ mit zu den erfolgreichsten Büchern; ebenso die vom Märchenforscher Heinz Rölleke und vom Künstler Albert Schindehütte vorgestellten Geschichten der Brüder Grimm („Es war einmal... Die Märchen der Brüder Grimm und wer sie ihnen erzählte“).
Seit 2013 erscheinen neben den monatlichen „Originalausgaben“ und den Foliobänden im Großformat die „Extradrucke der Anderen Bibliothek“ (Eigenbezeichnung der Nachauflagen vergriffener Originalausgaben in veränderter Ausstattung) sowie seit 2015 die „Großen Bücher im kleinen Format“ mit Sammlungen kürzerer Werke und Texte von Klassikern außerhalb der Reihe der Monatsbände.
Die Originalausgaben wurden mit Band 331 (Fritz Rudolf Fries: Der Weg nach Oobliadooh) auf 4.444 Exemplare und seit Band 423 (Rolf Vollmann: Frauenkatalog 1200, in zehn Bildern) auf eine Auflage von 3.333 Exemplaren limitiert. Neben dem Vertrieb im Buchhandel besteht ein Abonnementmodell, das den Bezug der Monatsbände zu vergünstigten Konditionen erlaubt.
Der Verlag hat einige wichtige Preise versammelt:
2015: Die Stiftung Buchkunst hat den Erzählband „69 Hotelzimmer“ von Michael Glawogger zum „schönsten deutschen Buch 2015“ gekürt.
2016: Die Stiftung Buchkunst kürt den Band Nr. 371 »Kolokolamsk« von Ilja Ilf und Jewgeni Petrow, gestaltet von Drushba Pankow & Stefan Stefanescu, zu einem der „schönsten deutschen Bücher 2016“.
2017: Johann Friedrich von Cotta-Literatur- und Übersetzungspreises der Landeshauptstadt Stuttgart an Petra Strien für die Übertragung von Miguel de Cervantes’ Roman „Die Irrfahrten von Persiles und Sigismunda“.
2019: Eva Ruth Wemme wurde mit dem Preis der Leipziger Buchmesse 2019 in der Kategorie Übersetzung ausgezeichnet. Sie erhielt den Preis für ihre Übertragung von Gabriela Adameșteanus Roman „Verlorener Morgen“ aus dem Rumänischen.
2020: Die Stiftung Buchkunst kürt den Band Nr. 418 »Die Pfingstrosenlaterne« von San’yutei Enchō, gestaltet von Franziska Neubert, zu einem der „schönsten deutschen Bücher 2020“.
2021: Timea Tankó erhält den Preis der Leipziger Buchmesse 2021 in der Kategorie Übersetzung für ihre Übertragung des Buches »Apropos Casanova« von Miklós Szentkuthy aus dem Ungarischen ins Deutsche.
Patricia Görg erhält den Italo-Svevo-Preis 2019 u. a. für „Glas. Eine Kunst“.
Der Straelener Übersetzerpreis der Kunststiftung NRW 2019 ging an die Übersetzerin Olga Radetzkaja für ihre Übersetzung von Viktor Schklowskijs Roman „Sentimentale Reise“ aus dem Russischen und ihr übersetzerisches Lebenswerk.

## Kurzübersicht
- 1. Serie AB 1–36: Rote Schildchen, Vorzugsausgabe Büttenbroschur im Lederschuber mit Beigabe
- 2. Serie AB 37–72: Grüne Schildchen, Vorzugsausgabe olivgrünes Leder
- 3. Serie AB 73–108: Lila Schildchen, Vorzugsausgabe bordeauxrotes Leder
- 4. Serie AB 109–144: Schwarze Schildchen, Vorzugsausgabe kobaltblaues Leder
- 5. Serie AB 145–273: Rote Schildchen, Vorzugsausgabe braungesprenkeltes Leder, kein Bleisatz. AB 251 wurde angekündigt, ist aber nie erschienen.
- 6. Serie AB seit 274: Neustart durch andere Herausgeberschaft, rote Schildchen, andere Schriftart auf dem Schildchen, keine Vorzugsausgabe.

## Ausgaben(Auswahl, alphabetisch)

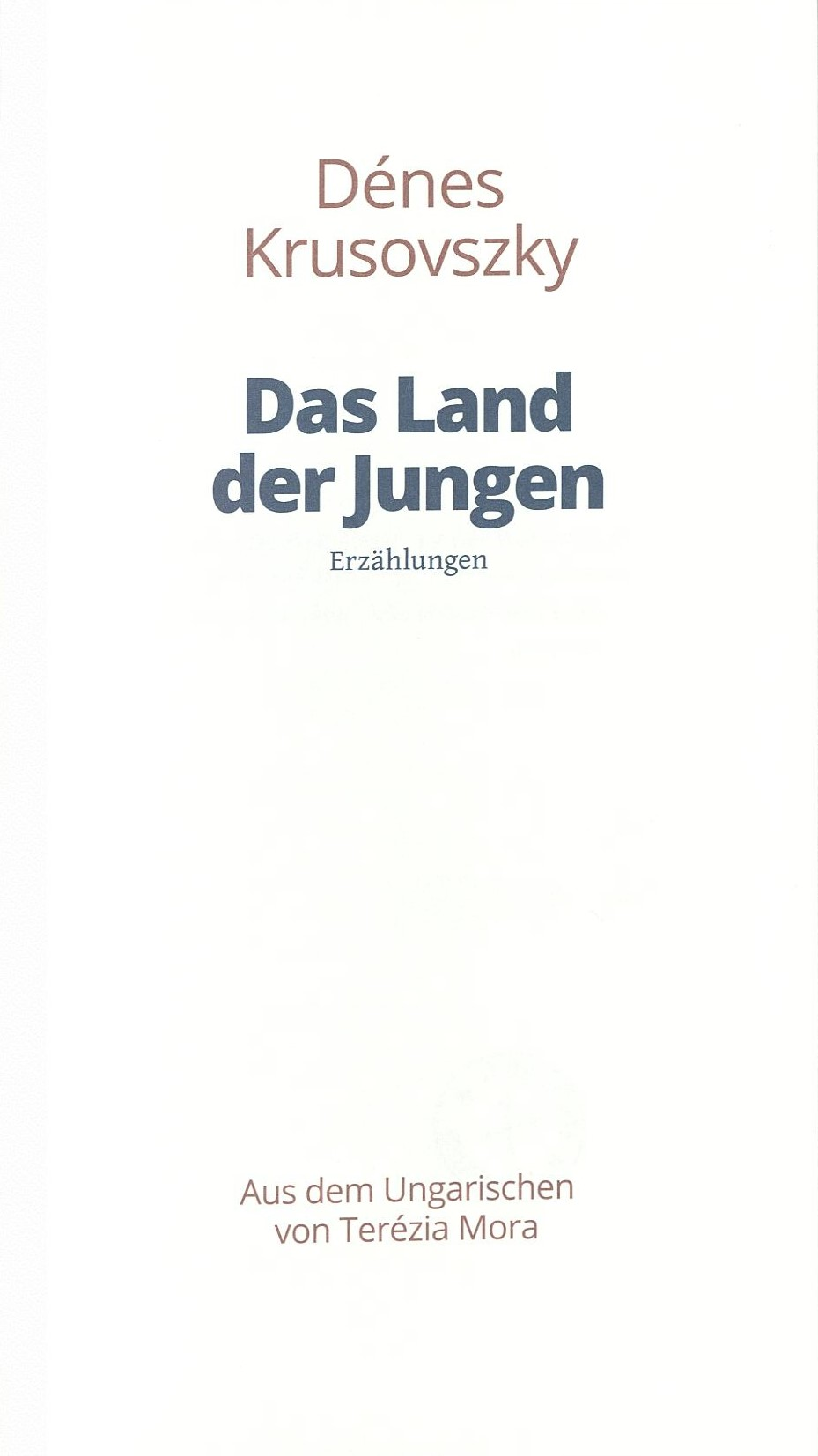
Band 470 Dénes Krusovszky 2024

- Gabriela Adameșteanu: Verlorener Morgen. Band Nr. 404.
- James Agee, Walker Evans: Preisen will ich die großen Männer. Band Nr. 344.
- Hans Christian Andersen: Schräge Märchen. Band Nr. 141
- Apuleius: Metamorphosen oder Der goldne Esel. Band Nr. 400.
- Ernst Moritz Arndt: Märchen aus dem Norden. Band Nr. 61.
- Bettina von Arnim: Letzte Liebe. Band Nr. 413.
- Ludovico Ariosto: Der rasende Roland, nacherzählt von Italo Calvino, Band Nr. 232.
- Honoré de Balzac: Musikalische Gemälde. Band Nr. 419.
- Werner Bartens, Martin Halter, Rudolf Walther: Letztes Lexikon. Band Nr. 208.
- U. D. Bauer: O.T. Band 339.
- Martin Beradt: Die Straße der kleinen Ewigkeit. Band Nr. 190.
- Essad Bey: Öl und Blut im Orient. Band Nr. 402.
- Heiner Boehncke, Hans Sarkowicz, Joachim Seng: Monsieur Göthé. Band, Nr. 391.
- Frank Böckelmann, Dietrich Leube: Entkommen oder Not macht erfinderisch. Band 385.
- Rudolf Borchardt: Der leidenschaftliche Gärtner. Band Nr. 25.
- Margret Boveri: Tage des Überlebens. Band Nr. 136.
- Peter James Bowman: Ein Glücksritter. Band Nr. 364.
- Jacob Burckhardt: Historische Fragmente. Band Nr. 38.
- Robert Burton: Die Anatomie der Schwermut. Band Nr. 228.
- Robert Byron: Europa 1925. Band Nr. 373. Der Berg Athos. Band Nr. 422.
- Iso Camartin: Die Kunst des Lobens. Band Nr. 401.
- Edward Hallett Carr: Romantiker der Revolution. Band Nr. 234.
- Blaise Cendrars: Moravagine – Roman eines Monsters. Band, Nr. 352.
- Miguel de Cervantes: Die Irrfahrten von Persiles und Sigismunda. Band Nr. 376.
- Astolphe de Custine: Russische Schatten. Band Nr. 12.
- Charles Darwin: Der Ausdruck der Gemütsbewegungen bei den Menschen und den Tieren. Band Nr. 188.
- Daniel Defoe: Der Consolidator. Band Nr. 407.
- Denis Diderot: Briefe an Sophie. Band Nr. 60.
- Denis Diderot: Jakob und sein Herr. Band Nr. 170.
- Hanna Diyāb: Von Aleppo nach Paris. Band Nr. 378.
- Theodore Dreisere: Sister Carrie. Band, Nr. 392.
- Ilja Grigorjewitsch Ehrenburg: Das bewegte Leben des Lasik Roitschwantz. Band Nr. 375.
- Jack El-Hai: Der Nazi und der Psychiater. Band Nr. 357.
- San’yūtei Enchō: Die Pfingstrosenlaterne. Band Nr. 418.
- Eduard Engel: Deutsche Stilkunst. Band Nr. 379/380.
- Christian Enzensberger: Nicht Eins und Doch. Band 342.
- Ulrich Enzensberger: Herwegh. Ein Heldenleben. Band Nr. 173.
- Hanns Heinz Ewers: Lustmord einer Schildkröte. Band Nr. 356.
- Macedonio Fernández: Das Museum von Eternas Roman. Band Nr. 350.
- Robert James Fletcher: Inseln der Illusion. Briefe aus der Südsee. Band Nr. 346.
- Marcello Fois: Zwischen den Zeiten. Band Nr. 353.
- Bernard le Bovier de Fontenelle: Totengespräche. Band Nr. 66.
- Olga Forsch: Russisches Narrenschiff. Band Nr. 421.
- Edward Gibbon: Verfall und Untergang des Römischen Reiches. Band Nr. 29.
- Jean Giono: Ein Mensch allein. Band, Nr. 408.
- Michael Glawogger: 69 Hotelzimmer. Band Nr. 363.
- Johann Wolfgang von Goethe: Lotte meine Lotte. Band Nr. 360/361.
- Gabriele Goettle: Deutsche Sitten (Nr. 78), Deutsche Bräuche (Nr. 111), Deutsche Spuren (Nr. 152), Die Ärmsten! (Nr. 191), Experten (Nr. 236).
- Edmond und Jules de Goncourt: Manette Salomon. Band Nr. 394.
- Heinrich und Christine Gondela: Auf der Reise ins Paradies. Band Nr. 362.
- Laura Gonzenbach: Sizilianische Märchen aus dem Volksmund gesammelt, Auszug. Band Nr. 50.
- Harald Hartung: Luftfracht. Internationale Poesie 1940 bis 1990. Band Nr. 80.
- Lafcadio Hearn: Japans Geister. Band Nr. 372.
- Georg Hermann: Kubinke. Band Nr. 414.
- Henriette Herz: in Erinnerungen, Briefen, Zeugnissen. Band Nr. 347.
- Alexander Herzen: Briefe aus dem Westen. Band Nr. 53.
- Sinaida Hippius: Petersburger Tagebücher 1914–1919. Band Nr. 358.
- Arnold Höllriegel: Die Derwischtrommel. Band Nr. 409.
- Jochen Hörisch: Weibes Wonne und Wert: Richard Wagners Theorie-Theater, Band Nr. 366.
- Ricarda Huch: Die Romantik. Band Nr. 397.
- Alexander von Humboldt: Ansichten der Natur. Band Nr. 17 (Neuausgabe 2004).
- Wsewolod Iwanow: Die Rückkehr des Buddha. Band Nr. 49.
- Vladimir Jabotinsky: Die Fünf. Band Nr. 336.
- Grigori Kanowitsch: Ewiger Sabbat. Band Nr. 351.
- Adolph Freiherr Knigge: Benjamin Noldmanns Geschichte der Aufklärung in Abyssinien. Band Nr. 256.
- Der Königsspiegel. Band Nr. 417.
- Moische Kulbak: Die Selmenianer. Band Nr. 396.
- Giacomo Leopardi: Opuscula moralia. Band Nr. 389.
- Claude Lévi-Strauss: Die eifersüchtige Töpferin. Band Nr. 36.
- Klaus-Jürgen Liedtke: Die versunkene Welt. Band Nr. 286.
- Albert Londres: Ein Reporter und nichts als das. Band Nr. 348. Afrika, in Ketten. Band Nr.  424
- Friedrich Luft: Über die Berliner Luft. Band Nr. 405.
- Lukian von Samosata: Lügengeschichten und Dialoge. Band Nr. 1.
- Olaus Magnus: Die Wunder des Nordens. Band Nr. 261.
- Kati Marton: Volksfeinde. Der Weg meiner Familie nach Amerika. Band Nr. 343.
- Rebecca Messbarger: Signora Anna, Anatomin der Aufklärung. Band Nr. 368.
- Karl Philipp Moritz: Reisen eines Deutschen in Italien. Band Nr. 337.
- Burkhard Müller, Thomas Steinfeld: Deutsche Grenzen. Band Nr. 398.
- Lothar Müller: Freuds Dinge. Band Nr. 410.
- Grey Owl: Pfade in der Wildnis. Band Nr. 420.
- Andreas Platthaus: Das geht ins Auge. Band Nr. 381.
- Marcel Proust: Das Flimmern des Herzens. Band Nr. 395.
- Christoph Ransmayr: Die letzte Welt. Band Nr. 44.
- John S. Reed: Eine Revolutionsballade. Band Nr. 247.
- Marschall Richelieu: Die Amouren des Marschalls von Richelieu. Band Nr. 72.
- Wassili Rosanow: Abgefallene Blätter. Band Nr. 133.
- Charles-Augustin Sainte-Beuve: Menschen des XVIII. Jahrhunderts. Band Nr. 355.
- Domingo Faustino Sarmiento: Barbarei und Zivilisation. Band Nr. 271.
- Viktor Schklowskij: Sentimentale Reise. Band Nr. 390.
- Rainer Schmitz: Ergötzliche Nächte. Band Nr. 386.
- Leonardo Sciascia: Das ägyptische Konzil. Band Nr. 377.
- W. G. Sebald: Die Ringe des Saturn. Band Nr. 130.
- W. G. Sebald: Die Ausgewanderten. Band Nr. 93.
- W. G. Sebald: Schwindel.Gefühle. Band Nr. 63.
- Andreas Urs Sommer: Die Kunst, selber zu denken. Ein philosophischer Dictionnaire. Band Nr. 214.
- Simone Stölzel: Nachtmeerfahrten. Band 338.
- Stefan Sullivan: Sibirischer Schwindel: Zwei Abenteuerromane. Band Nr. 210.
- William Makepeace Thackeray: Barry Lyndon. Band Nr. 58.
- Andreas Thalmayr: Das Wasserzeichen der Poesie oder Die Kunst und das Vergnügen, Gedichte zu lesen. Band 9.
- Paul Theroux: Basar auf Schienen. Eine Reise um die halbe Welt. Band Nr. 365.
- D’Arcy Wentworth Thompson: Über Wachstum und Form. Band Nr. 255.
- Ilija Trojanow: Nomade auf vier Kontinenten. Band Nr. 269.
- Karl August Varnhagen von Ense: Journal einer Revolution. Band Nr. 14.
- Jules Verne: Die Jangada. Band Nr. 406.
- Enn Vetemaa, Kat Menschik: Die Nixen von Estland. Band Nr. 211.
- Johann Karl Wezel: Herrmann und Ulrike. Band Nr. 411/412.
- Johann David Wyß: Der Schweizerische Robinson. Band Nr. 383/384.
- Barbara Zoeke: Die Stunde der Spezialisten. Band, Nr. 393.

## Ausstellung
- Die Universitätsbibliothek der Ludwig-Maximilians-Universität München widmete der „Anderen Bibliothek“ eine Ausstellung vom 26. Mai bis 9. Oktober 2015 anlässlich ihres 30-jährigen Bestehens unter dem Thema Die Andere Bibliothek – 30 Jahre: Das schöne Buch als Ereignis und Inszenierung.[18][19]
- Wilhelm Haefs, Rainer Schmitz: Die Chronik der Anderen Bibliothek. Bände N° 1–400. Hrsg.: Christian Döring. AB – Die Andere Bibliothek GmbH & Co. KG, Berlin 2018, ISBN 978-3-8477-9990-0.